# Chorzelin
Chorzelin (niem. Osternothafen) – część miasta Świnoujścia.
Do 1945 r. stosowano niemiecką nazwę Osternothafen. W 1947 r. ustalono urzędowo polską nazwę Chorzelin.
Dawna wieś, włączona w granice Świnoujścia 1 kwietnia 1939 r.. Stara wieś została zlikwidowana wraz z budową portu morskiego Świnoujście.
5 października 1954 r. Chorzelin wyłączono ze Świnoujścia i włączono do nowo utworzonej gromady Warszów (obejmującej również Warszów i Klicz). 13 listopada 1954 r. gromada Warszów uzyskała status samodzielnego osiedla, przez co Chorzelin ponownie utracił samodzielność po sześciu tygodniach, stając się z kolei integralną częścią Warszowa. Osiedle Warszów włączono ponownie do Świnoujścia 31 grudnia 1959 roku, w związku z czym Chorzelin stała się po raz drugi częścią Świnoujścia.